# Eagle Lake (Maine)
Eagle Lake és una població dels Estats Units a l'estat de Maine (EUA). Segons el cens del 2000 tenia 815 habitants.

## Demografia
Segons el cens del 2000, Eagle Lake tenia 815 habitants, 330 habitatges, i 203 famílies. La densitat de població era de 8,5 habitants/km².
Dels 330 habitatges en un 25,8% hi vivien nens de menys de 18 anys, en un 46,7% hi vivien parelles casades, en un 10,3% dones solteres, i en un 38,2% no eren unitats familiars. En el 32,4% dels habitatges hi vivien persones soles el 17,6% de les quals corresponia a persones de 65 anys o més que vivien soles. El nombre mitjà de persones vivint en cada habitatge era de 2,21 i el nombre mitjà de persones que vivien en cada família era de 2,77.
Per edats la població es repartia de la següent manera: un 17,5% tenia menys de 18 anys, un 7,9% entre 18 i 24, un 24,5% entre 25 i 44, un 28% de 45 a 60 i un 22,1% 65 anys o més.
L'edat mediana era de 45 anys. Per cada 100 dones de 18 o més anys hi havia 90,4 homes.
La renda mediana per habitatge era de 22.159 $ i la renda mediana per família de 34.375 $. Els homes tenien una renda mediana de 30.956 $ mentre que les dones 17.917 $. La renda per capita de la població era de 14.315 $. Entorn de l'11,4% de les famílies i el 21,9% de la població estaven per davall del llindar de pobresa.